# Henschel DH 240
Die Lokomotive Henschel DH 240 ist eine zweiachsige dieselhydraulische Lokomotive, die von den  Henschel-Werken gebaut wurde. Sie war für den Einsatz im Rangierdienst vorgesehen. Die Achsfolge der Henschel DH 240 ist B. Die Lok ist die kleinste der sogenannten zweiten Generation der dieselhydraulischen Henschel-Loks. Sie werden auch als Übergangsbaureihe oder Buckel-Henschel bezeichnet. Die Loks dieser Baureihe wurden mittels Kuppelstange angetrieben. Die Motorleistung beträgt 240 PS.
Die Henschel DH 240 wurde zwischen 1952 und 1957 in 14 Exemplaren gebaut. Drei davon gingen an die Mannesmannröhren-Werke AG, Remscheid. Auch die anderen elf Loks wurden an Kunden in Deutschland geliefert.
Die Lok mit der Fabriknummer 29201 ging 1957 an die Hüttenwerke Huckingen AG, Werk Grillo Funke. Später war sie als Lok 259 bei der Eisenbahn und Häfen GmbH im Einsatz und läuft heute als Lok 9 beim Verein zur Erhaltung der Hespertalbahn e. V. in Essen-Kupferdreh.

## Lieferliste
| Liste der Henschel DH 240 |         |                                              |                                                                          |                                                                                                  |
| Fabriknummer              | Baujahr | Erster Eigentümer                            | Verbleib                                                                 | Anmerkungen                                                                                      |
| 25098                     | 1952    | DEBG „V 22.01“                               | Denkmal in Lengede-Broistedt                                             | zwischenzeitlich VEV                                                                             |
| 25317                     | 1955    | Stahlwerke Brüninghaus                       | unbekannt                                                                |                                                                                                  |
| 25318                     | 1955    | Kali-Chemie AG, Werk Nienburg "1"            | unbekannt                                                                | 1988 nach Italien                                                                                |
| 25481                     | 1956    | Kali-Chemie AG, Werk Heilbronn "1"           | unbekannt                                                                | 1991 in die Niederlande                                                                          |
| 25482                     | 1956    | Südzucker "119"                              | unbekannt                                                                |                                                                                                  |
| 25483                     | 1956    | Stadtwerke Düsseldorf „1“                    | privat, Standort: Walheim                                                |                                                                                                  |
| 25484                     | 1956    | Kaliwerk Salzdetfurth, Grasleben „1“         | verschrottet                                                             |                                                                                                  |
| 25485                     | 1956    | Hüttenwerke Huckingen, Werk Grillo-Funke „1“ | Raccordi Ferroviari Bonaventura (I) "D D FMT VE 1802 A"                  |                                                                                                  |
| 29196                     | 1957    | Mannesmannröhren-Werke AG, Remscheid "2"     | Yeoh Tiong Lay (Malaysia) "RLO 04"                                       | zwischenzeitlich Kowloon Canton Railway (Hong Kong)                                              |
| 29197                     | 1957    | Mannesmannröhren-Werke AG, Remscheid "3"     | Eisenbahnfreunde Grenzland Aachen, in Betrieb Standort: Raeren (Belgien) | NVR: 98 80 3602 010-1 D-EFG                                                                      |
| 29198                     | 1957    | Mannesmannröhren-Werke AG, Witten "4"        | NTB „V 4“                                                                |                                                                                                  |
| 29199                     | 1957    | Südzucker, Werk Rain "1"                     | Regensburger Straßenbahn-, Walhallabahn- und Eisenbahnfreunde            | Dauerleihgabe der RSWE e. V an die Amberger Kaolinbahn e. V (beheimatet im ehemaligen BW Amberg) |
| 29200                     | 1957    | Mürztaler Holz- und Papierfabrik             | JBN – Julius Berger Nigeria PLC                                          |                                                                                                  |
| 29201                     | 1957    | Hüttenwerke Huckingen, Werk Grillo-Funke „2“ | VEH "V9"                                                                 | zwischenzeitlich E+H "259"                                                                       |

## Verbleib
Von den 14 gebauten DH 240 ist bei zehn Loks der Verbleib bekannt. Eine wurde nachweislich verschrottet. Fünf Lokomotiven sind ins z. T. außereuropäische Ausland verkauft worden.